# Custura (okręg Braiła)
Custura – wieś w Rumunii, w okręgu Braiła, w gminie Racovița. W 2011 roku liczyła 414 mieszkańców.